# Ait Ichou
Ait Ichou  (in arabo أيت  ايشو‎?) è un centro abitato e comune rurale del Marocco situato nella provincia di Khémisset, regione di Rabat-Salé-Kénitra. Conta una popolazione di 1 809 abitanti (censimento 2014).